# Bastian Kresser

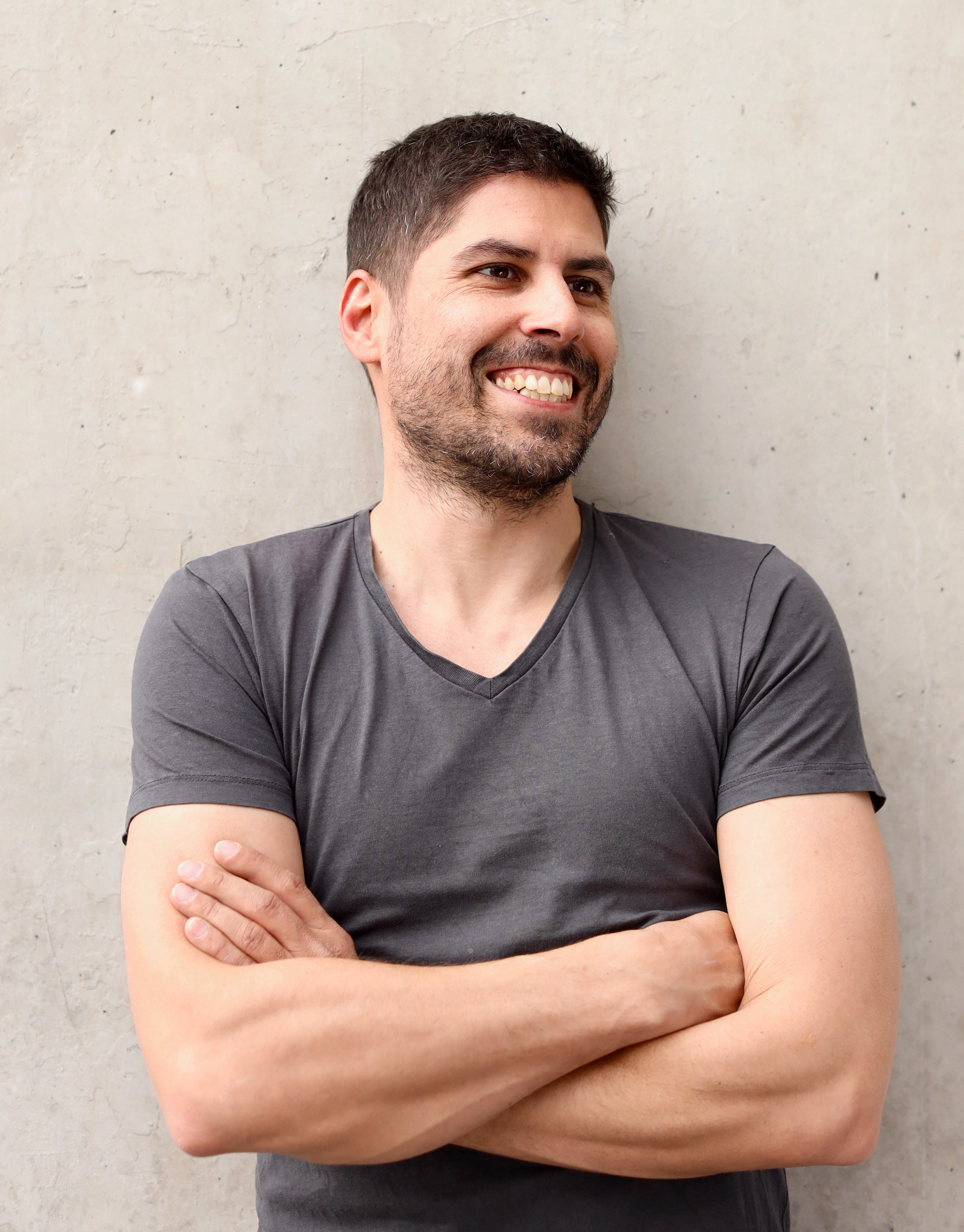
Bastian Kresser, 2021

Bastian Kresser (* 3. Januar 1981 in Feldkirch) ist ein österreichischer Schriftsteller.

## Leben
Bastian Kresser wuchs in Götzis in Vorarlberg auf. Er studierte Anglistik und Amerikanistik an der Leopold-Franzens-Universität in Innsbruck und an der University of Bangor, Wales, wo er mehrere Creative Writing Kurse besuchte. Kresser war ein Jugendfreund von Paula Köhlmeier.
2011 übersetzte er gemeinsam mit Michael Köhlmeier Gedichte von Wallace Stevens, die 2012 in der Gedichtanthologie Hellwach, am Rande des Schlafs veröffentlicht wurden. 2013 erschien sein Debütroman Ohnedich, dessen Protagonistin „unschwer als Paula Köhlmeier auszumachen war“ und für den er 2014 das Achensee LiteraTour Stipendium erhielt. 2016 erschien Piet. Sein dritter Roman Die andere Seite erschien 2019 im Braumüller Verlag. Der Roman behandelt in sieben ineinander verstrickten Geschichten die Flüchtlingskrise. 2021 erschien sein vierter Roman mit dem Titel Klopfzeichen. Dieser historische Roman dreht sich um das Leben der drei Fox-Schwestern, die in der zweiten Hälfte des 19. Jahrhunderts durch ihre Tätigkeit als Spiritistinnen und ihre unerklärlichen Séancen berühmt wurden. 2023 erschien Kressers fünfter Roman mit dem Titel Als mir die Welt gehörte. Dieses Buch beschreibt das fiktionalisierte Leben der historischen Figur Victor Lustig, einem der berühmtesten und kreativsten Trickbetrüger, Geldfälscher und Hochstapler der Geschichte. Neben seinem größten Coup, dem erfolgreichen Verkauf des Eiffelturms an einen Schrotthändler, gelang es ihm unter anderem, Al Capone zu betrügen sowie dermaßen viel Falschgeld drucken und in Umlauf bringen zu lassen, dass er beinahe das gesamte amerikanische Finanzsystem aus den Angeln hob.
Kressers Texte erschienen u. a. in den Literaturmagazinen Akzente, Karussell, mosaik und in der Anthologie zum 4. Bubenreuther Literaturwettbewerb.

## Veröffentlichungen
Romane
- Ohnedich, Limbus, Innsbruck 2013, ISBN 978-3-902534-76-7
- Piet, Limbus, Innsbruck 2016, ISBN 978-3-99039-074-0
- Die andere Seite, Braumüller, Wien 2019, ISBN 978-3-99200-232-0
- Klopfzeichen, Braumüller, Wien 2021, ISBN 978-3-99200-305-1
- Als mir die Welt gehörte, Braumüller, Wien 2023, ISBN 978-3-99200-340-2

Übersetzungen
- Hellwach, am Rande des Schlafs, Hanser, München 2012, ISBN 978-3446237551 Gedichte von Wallace Stevens. Übersetzt von Joachim Sartorius, Hans Magnus Enzensberger, Karin Graf, Michael Köhlmeier und Bastian Kresser.

## Auszeichnungen
- 2014: achensee.literatour-Stipendium
- 2014: Anerkennungspreis der Wuppertaler Literatur Biennale 2014
- 2019: Shortlist, Literaturpreis Alpha
- 2022: Veranstaltungsförderung 2022 des BVÖ (Büchereiverband Österreichs)
- 2022: Spreewald-Literatur-Stipendium
- 2024: Arbeitsstipendium des Landes Vorarlberg